# Liatongus interruptus
Liatongus interruptus là một loài bọ cánh cứng trong họ Bọ hung (Scarabaeidae).